# Truyền kỳ mạn lục
Truyền kỳ mạn lục (chữ Hán: 傳奇漫錄, nghĩa là Ghi chép tản mạn những truyện lạ), là tác phẩm duy nhất của danh sĩ Nguyễn Dư (thường được gọi là Nguyễn Dữ), sống vào khoảng thế kỷ 16 tại Hải Dương, Việt Nam. Đây là tác phẩm được Hà Thiện Hán viết lời tựa, Nguyễn Bỉnh Khiêm (thầy dạy tác giả) phủ chính, Nguyễn Thế Nghi dịch ra chữ Nôm, và đã được Tiến sĩ Vũ Khâm Lân (1702–?) đánh giá là một "áng thiên cổ kỳ bút".
Ngay từ khi tác phẩm mới hoàn thành đã được đón nhận. Về sau, nhiều học giả tên tuổi như: Lê Quý Đôn, Bùi Huy Bích, Phan Huy Chú, Bùi Kỷ, Trần Văn Giáp, Trần Ích Nguyên (Đài Loan)... đều có ghi chép về Nguyễn Dữ và đánh giá tác phẩm này.
Nhiều bản dịch ra chữ quốc ngữ, trong đó bản dịch của Trúc Khê năm 1943 được coi như đặc sắc nhất.

## Thời điểm và nguyên nhân
Theo lời Tựa của ông Liêm (người cùng thời) viết năm 1547, thì Nguyễn Dữ viết ra tập lục này để ngụ ý trong thời gian ông ẩn cư ở rừng núi xứ Thanh. Theo TS. Nguyễn Phạm Hùng Truyền kỳ mạn lục trong khoảng thời gian trước năm 1527, dưới triều Lê.
Trong Từ điển Văn học (bộ mới), nhà nghiên cứu Bùi Duy Tân cho biết trong thế kỷ 16, tình hình xã hội không còn ổn định như ở thế kỷ trước; mâu thuẫn giai cấp trở nên gay gắt, quan hệ xã hội bắt đầu phức tạp, các tầng lớp xã hội phân hóa mạnh mẽ, trật tự phong kiến lung lay, chiến tranh phong kiến ác liệt và kéo dài, đất nước bị các tập đoàn phong kiến chia cắt, cuộc sống không yên ổn, nhân dân điêu đứng, cơ cực... Muốn phản ánh thực tế phong phú, đa dạng ấy, muốn lý giải những vấn đề đặt ra trong cuộc sống đầy biến động ấy thì không thể chỉ dừng lại ở chỗ ghi chép sự tích đời trước... Cho nên Nguyễn Dư đã dựa vào những sự tích có sẵn, tổ chức lại kết cấu, xây dựng lại nhân vật, thêm bớt tình tiết, tu sức ngôn từ... tái tạo thành những thiên truyện mới. Truyền kỳ mạn lục vì vậy, tuy có vẻ là những truyện cũ nhưng lại phản ánh sâu sắc hiện thực thế kỷ 16...

## Giới thiệu sơ lược
Tác phẩm gồm 20 truyện, viết bằng chữ Hán, theo thể loại truyền kì, xen lẫn biền văn (văn có đối) và thơ ca, cuối mỗi truyện có lời bình của tác giả hoặc của một người có cùng quan điểm của tác giả. 
Hầu hết các truyện xảy ra ở đời Lý, đời Trần, đời Hồ hoặc đời Lê sơ từ Nghệ An trở ra Bắc.
Lấy tên sách là Truyền kỳ mạn lục, hình như Nguyễn Dữ muốn thể hiện thái độ khiêm tốn của một người chỉ ghi chép truyện cũ. 
Tuy nhiên, cũng theo Bùi Duy Tân, căn cứ vào tính chất của các truyện thì thấy Truyền kỳ mạn lục không phải là một công trình sưu tập như Lĩnh Nam chích quái, Thiên Nam vân lục... mà là một sáng tác văn học với ý nghĩa đầy đủ của từ này. Đó là một tập truyện phóng tác, đánh dấu bước phát triển quan trọng của thể loại tự sự hình tượng trong văn học chữ Hán.
Giới thiệu sơ lược nội dung, PGS. TS. Trần Thị Băng Thanh viết:
| “ | Thông qua các nhân vật thần tiên, ma quái, tinh loài vật, cây cỏ..., tác phẩm muốn gửi gắm ý tưởng phê phán nền chính sự rối loạn, không còn kỷ cương trật tự, vua chúa hôn ám, bề tôi thoán đoạt, bọn gian hiểm nịnh hót đầy triều đình; những kẻ quan cao chức trọng thả sức vơ vét của cải, sách nhiễu dân lành, thậm chí đến chiếm đoạt vợ người, bức hại chồng người. Trong một xã hội rối ren như thế, nhiều tệ nạn thế tất sẽ nảy sinh. Cờ bạc, trộm cắp, tật dịch, ma quỷ hoành hành, đến Hộ pháp, Long thần cũng trở thành yêu quái, sư sãi, học trò, thương nhân, nhiều kẻ đắm chìm trong dục vọng Kết quả là người dân lương thiện, đặc biệt là phụ nữ phải chịu nhiều đau khổ. Nguyễn Dư dành nhiều ưu ái cho những nhân vật này. Dưới ngòi bút của ông họ đều là những thiếu phụ xinh đẹp, chuyên nhất, tảo tần, giàu lòng vị tha nhưng luôn luôn phải chịu số phận bi thảm. Đến cả loại nhân vật "phản diện" như nàng Hàn Than (Đào thị nghiệp oan ký), nàng Nhị Khanh (Mộc miên phụ truyện), các hồn hoa (Tây viên kỳ ngộ ký) và "yêu quái ở Xương Giang" cũng đều vì số phận đưa đẩy, đều vì "nghiệp oan" mà đến nỗi trở thành ma quỷ. Họ đáng bị trách phạt nhưng cũng đáng thương. Dường như Nguyễn Dư không tìm được lối thoát trên con đường hành đạo, ông quay về cuộc sống ẩn dật, đôi lúc thả hồn mơ màng cõi tiên, song cơ bản ông vẫn gắn bó với cõi đời. Ông trân trọng và ca ngợi những nhân cách thanh cao, cứng cỏi, những anh hùng cứu nước, giúp dân không kể họ ở địa vị cao hay thấp. Trong Truyền kỳ mạn lục, có truyện vạch trần chế độ chính trị đen tối, hủ bại, đả kích hôn quân bạo chúa, tham quan lại nhũng, đồi phong bại tục, có truyện nói đến quyền sống của con người như tình yêu trai gái, hạnh phúc lứa đôi, tình nghĩa vợ chồng, có truyện thể hiện đời sống và lý tưởng của sĩ phu ẩn dật... | ” |

Mở đầu tác phẩm là lời tựa của Hà Thiện Hán và Nguyễn Lập Phu. 20 truyện trong Truyền kỳ mạn lục bao gồm:
- "Câu chuyện ở đền Hạng vương" (Hạng vương từ ký)
- "Chuyện người nghĩa phụ ở Khoái Châu" (Khoái Châu nghĩa phụ truyện)
- "Chuyện cây gạo" (Mộc miên thụ truyện)
- "Chuyện gã trà đồng giáng sinh" (Trà đồng giáng đản lục)
- "Chuyện kỳ ngộ ở trại Tây" (Tây viên kỳ ngộ ký)
- "Chuyện đối tụng ở Long cung" (Long đình đối tụng lục)
- "Chuyện nghiệp oan của Đào Thị" (Đào Thị nghiệp oan ký)
- "Chuyện chức phán sự đền Tản Viên" (Tản Viên từ phán sự lục)
- "Chuyện Từ Thức lấy vợ tiên" (Từ Thức tiên hôn lục)
- "Chuyện Phạm Tử Hư lên chơi thiên tào" (Phạm Tử Hư du thiên tào lục)
- "Chuyện yêu quái ở Xương Giang" (Xương Giang yêu quái lục)
- "Chuyện đối đáp của người tiều phu ở núi Na" (Na sơn tiều đối lục 那山樵對錄)
- "Chuyện cái chùa hoang ở huyện Đông Triều" (Đông Triều phế tự lục)
- "Chuyện nàng Thúy Tiêu" (Thúy Tiêu truyện)
- "Chuyện bữa tiệc đêm ở Đà Giang" (Đà Giang dạ ẩm ký)
- "Chuyện người con gái Nam Xương" (Nam Xương nữ tử truyện 南昌女子傳)
- "Chuyện Lý tướng quân" (Lý tướng quân truyện)
- "Chuyện Lệ Nương" (Lệ Nương truyện)
- "Cuộc nói chuyện thơ ở Kim Hoa" (Kim Hoa thi thoại ký)
- "Chuyện tướng Dạ Xoa" (Dạ Xoa bộ soái lục)

## Đánh giá
Trích ý kiến của GS. Bùi Duy Tân:
| “ | Nguyễn Dữ đã phản ánh hiện thực mục nát của chế độ phong kiến một cách có ý thức. Toàn bộ tác phẩm thấm sâu tinh thần và màu sắc của cuộc sống, phạm vi phản ánh của tác phẩm tương đối rộng rãi, khá nhiều vấn đề của xã hội, con người được đề cập tới... Tư tưởng chủ đạo của Nguyễn Dữ là tư tưởng Nho gia. Ông phơi bày những cái xấu xa của xã hội là để cổ vũ thuần phong mỹ tục xuất phát từ ý thức bảo vệ chế độ phong kiến, phủ định triều đại mục nát đương thời để khẳng định một vương triều lý tưởng trong tương lai, lên án bọn "bá giả" để đề cao đạo "thuần vương", phê phán bọn vua quan tàn bạo để ca ngợi thánh quân hiền thần, trừng phạt bọn người gian ác, xiểm nịnh, dâm tà, để biểu dương những gương tiết nghĩa, nhân hậu, thủy chung. Tuy nhiên Truyền kỳ mạn lục không phải chỉ thể hiện tư tưởng nhà nho, mà còn thể hiện sự dao động của tư tưởng ấy trước sự rạn nứt của ý thức hệ phong kiến... Truyền kỳ mạn lục còn là tập truyện có nhiều thành tựu nghệ thuật, đặc biệt là nghệ thuật dựng truyện, dựng nhân vật. Nó vượt xa những truyện ký lịch sử vốn ít chú trọng đến tính cách và cuộc sống riêng của nhân vật, và cũng vượt xa truyện cổ dân gian thường ít đi sâu vào nội tâm nhân vật. Tác phẩm kết hợp một cách nhuần nhuyễn, tài tình những phương thức tự sự, trữ tình và cả kịch, giữa ngôn ngữ nhân vật và ngôn ngữ tác giả, giữa văn xuôi, văn biền ngẫu và thơ ca. Lời văn cô đọng, súc tích, chặt chẽ, hài hòa và sinh động. Truyền kỳ mạn lục là mẫu mực của thể truyền kỳ, là "thiên cổ kỳ bút", là "áng văn hay của bậc đại gia", tiêu biểu cho những thành tựu của văn học hình tượng viết bằng chữ Hán dưới ảnh hưởng của sáng tác dân gian . | ” |

Đúc kết lại, theo Tạ Ngọc Liễn, thì: 
| “ | Trong 20 truyện, truyện nào cũng thể hiện một quan điểm chính trị, một thái độ nhân sinh, một ý tưởng đạo đức của Nguyễn Dữ. Đó là những mong muốn của ông về một xã hội mọi người được sống yên bình trong nền đức trị, trong sự công bằng, trong tình cảm yêu thương nhân ái giữa con người với con người... Giá trị lớn của Truyền kỳ mạn lục chính là ở những nội dung nhân văn đó . | ” |

## Thông tin liên quan
Trước đây, Lê Quý Đôn và Phan Huy Chú đều cho rằng Truyền kỳ mạn lục do Nguyễn Dư soạn, đại khái "bắt chước" Tiễn đăng tập. Theo Trần Văn Giáp thì sách ấy rất có thể là cuốn Tiễn đăng tân thoại của Cù Hựu (1346–1427, tự là Tông Cát), một học giả đời Minh.
Gần đây, vấn đề này lại được đặt ra. Trong một bài nghiên cứu, Viện sĩ thông tấn Viện Hàn lâm Nga B. Riftin viết:
| “ | Thế kỷ 16, khoảng sau năm 1527, Nguyễn Dữ ở Việt Nam lại phỏng theo Tiễn đăng tân thoại để viết nên Truyền kỳ mạn lục, cũng đủ 4 quyển 20 truyện như Cù Hựu. | ” |

Tuy nhiên, việc "bắt chước" hay "phỏng theo" này đã không tìm được sự đồng thuận. PGS. TS. Nguyễn Đăng Na viết:
| “ | Chứng cứ rõ ràng nhất để bảo rằng Nguyễn Dữ đã chịu ảnh hưởng của Cù Hựu chính là truyện "Cây gạo" trong Truyền kỳ mạn lục, bởi nó giống truyện "Cây đèn mẫu đơn" trong Tiễn đăng tân thoại. Nhưng nếu suy luận như vậy, sẽ lý giải thế nào các hiện tượng sau đây: truyện "Hương Ngọc" của Bồ Tùng Linh (1640–1715) giống truyện "Cuộc kỳ ngộ ở trại Tây" của Nguyễn Dữ. Truyện "Chuột đồng và chuột nhà" của Tolstoi (1828–1910) giống truyện "Bức thư của một con muỗi" của Lê Thánh Tông (1442–1497), truyện "Thác đao điều" của Na Uy ở thế kỷ 18 với truyện "Lê Phụng Hiểu" của Việt Nam ở thế kỷ 15?... Do vậy, trong nghiên cứu văn học cần lưu ý đến "tính đồng loại hình" của các nền văn học trên thế giới. Hơn nữa, truyện truyền kỳ được xây dựng trên cơ sở cốt truyện dân gian, môtip truyện dân gian. Cho nên cốt truyện truyền kỳ của các nước giống nhau là điều không có gì lạ. | ” |

Trích thêm ý kiến của:
- GS. Bùi Duy Tân:

| “ | Hầu hết các truyện đều xảy ra ở đời Lý, đời Trần, đời Hồ hoặc đời Lê sơ, và từ Nghệ An trở ra Bắc... Căn cứ vào tính chất các truyện, thì thấy nó không phải là một công trình sưu tập như Lĩnh Nam chích quái... mà là một sáng tác văn học với ý nghĩa đầy đủ của từ này... | ” |

- PGS. TS. Trần Thị Băng Thanh:

| “ | Nguyễn Dữ tuy có chịu ảnh hưởng của Cù Hựu, nhưng Truyền kỳ mạn lục vẫn là sáng tạo riêng của Nguyễn Dữ, cũng như của thể loại truyền kỳ Việt Nam. | ” |